# Allamaye Halina
Allamaye Halina sau Allah-Maye Halina (n. 1 ianuarie 1967, Gounou Gaya, Regiunea Mayo-Kebbi Est, Ciad) este un diplomat și om de stat din Ciad, prim-ministru începând cu 23 mai 2024.

## Biografie
Allamaye Halina s-a născut la 1 ianuarie 1967 în Gounou Gaya, în regiunea Mayo-Kebbi Est.
A obținut o licență în istorie-geografie la Universitatea din N'Djaména în 1992, apoi un master în relații internaționale la Institutul de Relații Internaționale din Camerun.
Allamaye Halina a fost șeful protocolului președintelui ciadian Idriss Déby între 2010 și 2023. În 2023, a fost numit ambasador în China. Este membru al Mișcării Patriotice de Salvare (în franceză Mouvement patriotique du salut).
La 23 mai 2024, în urma învestirii președintelui Mahamat Idriss Déby, Halina este numit prim-ministru al celei de-a Cincea Republici. La momentul numirii sale, mai mulți analiști îl descriu pe Halina ca pe un tehnocrat fără ambiții politice, care nu ar trebui, așadar, să intre în concurență cu președintele Mahamat Idriss Déby. Halina i-a rămas fidel lui Idriss Déby timp îndelungat, iar Mahamat Idriss Déby îl descrie drept „fratele său mai mare”.
La 13 iunie 2024, el își prezintă programul politic în fața Consiliului Național de Tranziție. Printre dosarele importante, prim-ministrul își exprimă în special dorința ca, până în 2034, Ciadul să devină independent din punct de vedere energetic și să organizeze Cupa Africii pe Națiuni la fotbal. Halina anunță, de asemenea, intenția de a deschide porturi uscate și zone libere.
La 4 februarie 2025, Allah-Maye Halina își depune demisia, precum și pe cea a guvernului său, în conformitate cu tradițiile republicane și în urma învestirii deputaților din a patra legislatură. Este reconfirmat în funcție în aceeași zi și formează un al doilea guvern.